# Podrawie
Podrawie (chorw. Podravina, słoweń. Podravje) – kraina geograficzna w Chorwacji i Słowenii. Rozpościera się wzdłuż biegu rzeki Drawy, zajmując powierzchnię 3400 km².

## Geografia

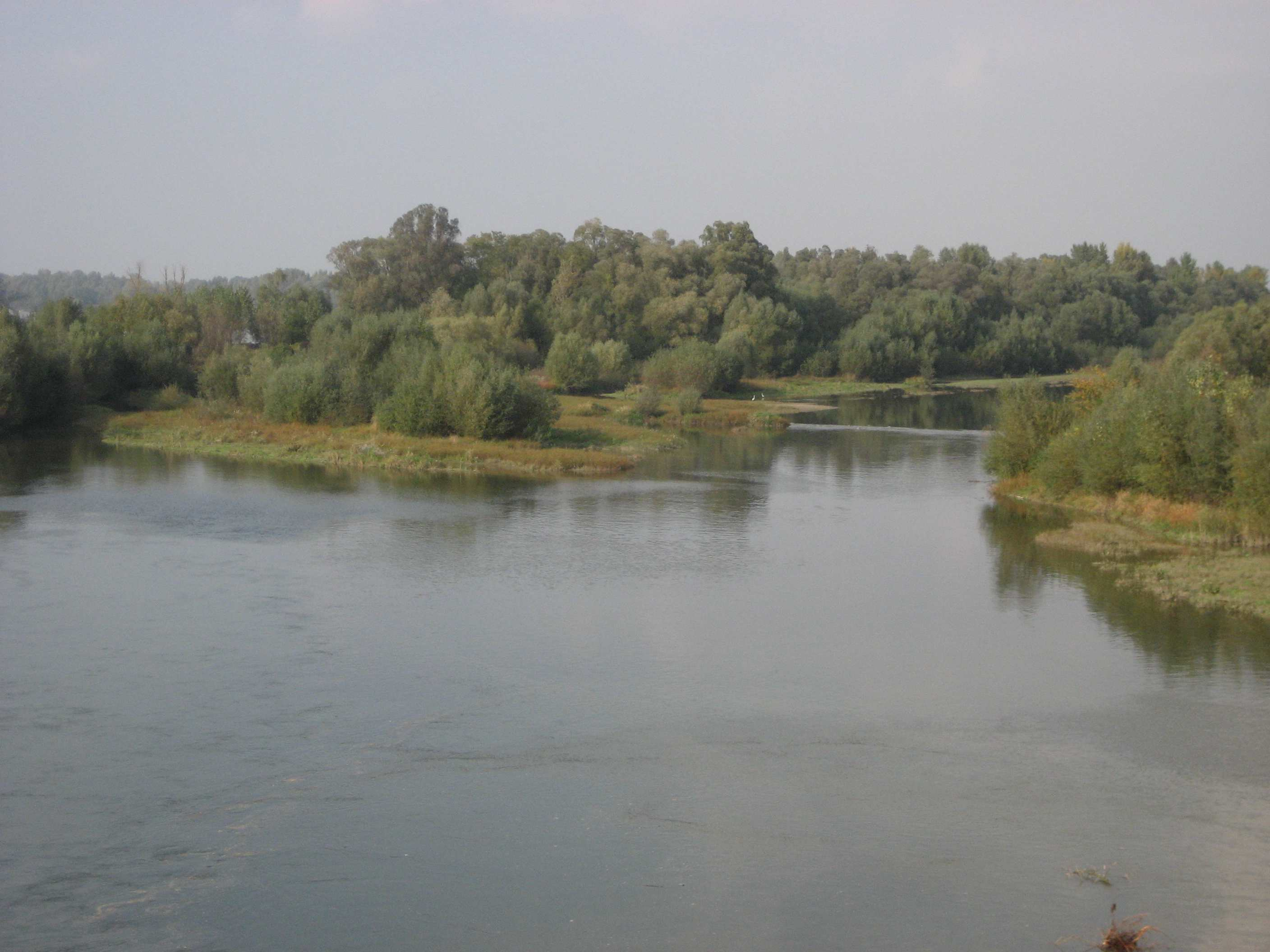
Drawa w Đurđevacu

Podrawie to teren nizinny położony pomiędzy rzeką Drawą a wzniesieniami Macelj, Toplička Gora, Kalnik, Bilogora, Papuk i Krndija, za którymi rozpoczyna się już Posawie. Jest to obszar silnie pofałdowany, z falistymi wzgórzami trzeciorzędowymi i równinami aluwialnymi. Charakteryzuje się gęstą siecią rzeczną. Szerokość Podrawia waha się od 10 do 20 km. Znajdują się tu złoża piasku (Đurđevački peski), gazu ziemnego (Molve, Stari Gradac i Kalinovac) i ropy naftowej (Beničanci, Ferdinandovac).
Na obszarze Podrawia funkcjonuje przemysł spożywczy, tekstylny, farmaceutyczny, drzewny i budowlany oraz rolnictwo. Przebiegają przez nią drogowa Podravska magistrala i linia kolejowa Varaždin – Osijek. Największa gęstość zaludnienia występuje na północnym wschodzie w okolicach Varaždinu. Inne ważniejsze miejscowości to Koprivnica, Virovitica, Slatina, Đurđevac i Pitomača.

## Historia

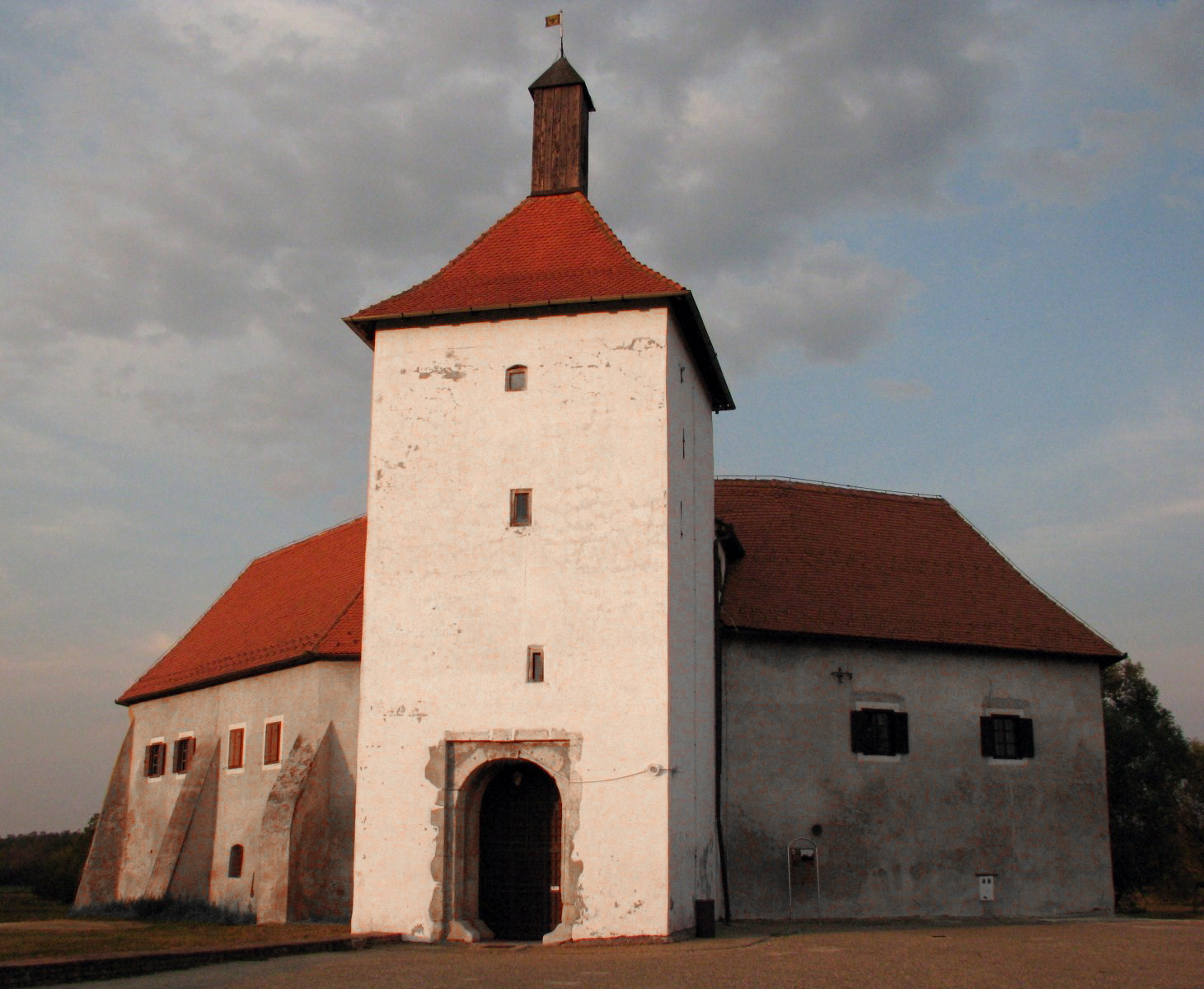
Stare miasto w Đurđevacu

Osadnictwo rozwijało się wzdłuż szlaków wiodących skrajem rozlewisk na południowym brzegu Drawy. Na miejscu dzisiejszego Ludbregu istniała osada Iovia-Botivo. Kulturowo-historyczna odrębność regionu powstało w późnym średniowieczu. Jego dawną nazwą była Komarnica. Od XVI wieku głównymi ośrodkami miejskimi były Koprivnica i Đurđevac w części zwanej Krajiną, natomiast w pozostałej części był nim Ludbreg. W związku z tym powstał tradycyjny podział Podrawia na Ludbrešką, Koprivničką i Đurđevačką Podravinę.
Ze względu na meandrowanie Drawy w 1710 roku miejscowość Legrad została oddzielona od Međimurja jako ważny ośrodek handlowy i przyłączona do Podrawia, powiększając jego obszar. W XVII wieku Podrawie było prawie w całości regionem przygranicznym graniczącym z Imperium Osmańskim. Stan ten trwał do traktatu w Karłowicach w 1699 roku. Na przełomie XIX i XX wieku podstawą rozwoju gospodarczego był handel i produkcja rolna. W trakcie II wojny światowej w pobliżu Koprivnicy założono obóz koncentracyjny Danica. W 1942 roku działały tu oddziały partyzanckie, a region stał się ważnym ośrodkiem ruchu oporu. Wyzwolenie miało miejsce w 1945 roku.